# Takenouchi no Sukune

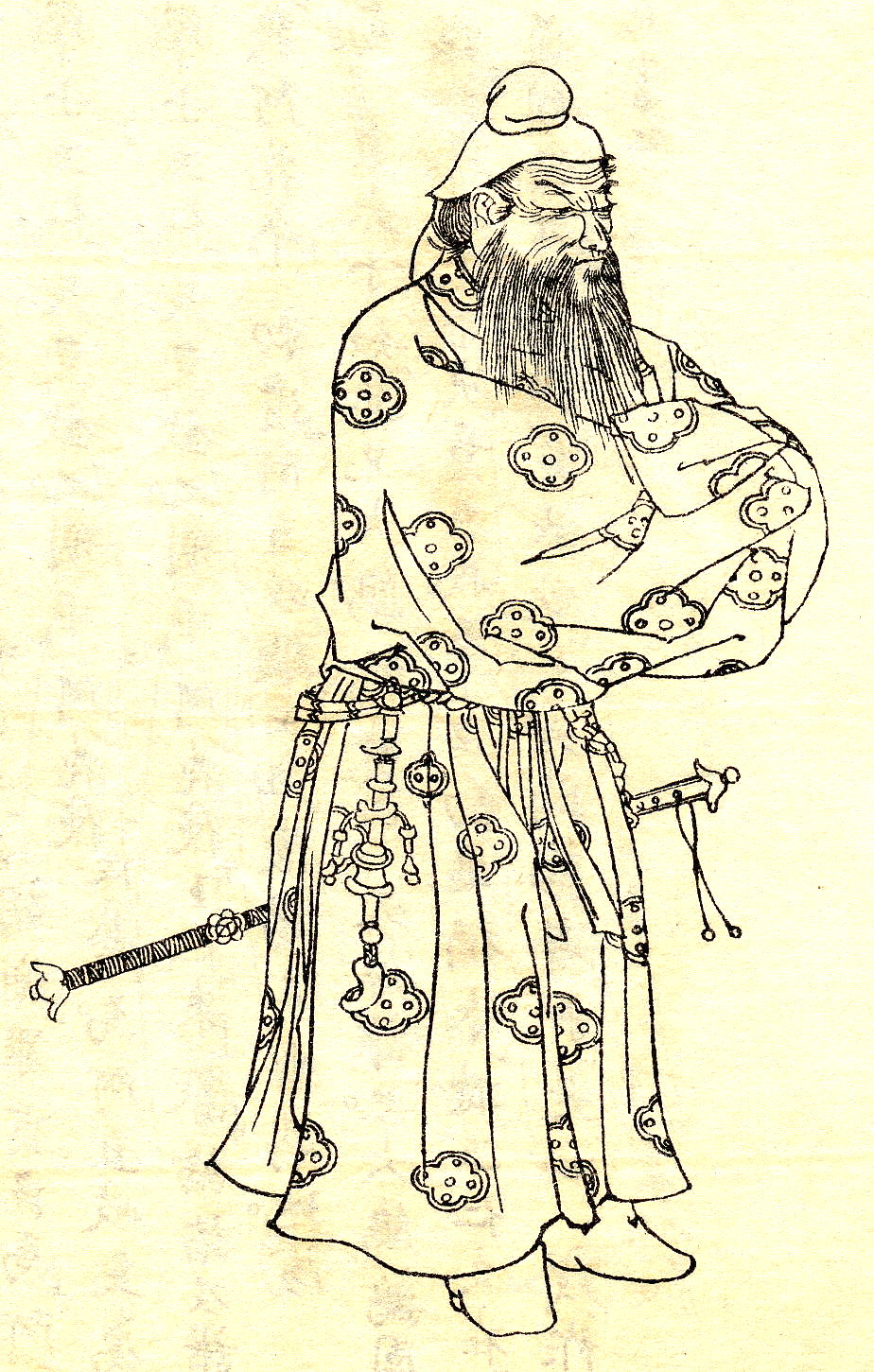
Takenouchi no Sukune, dessi de Kikuchi Yosai

Takenouchi no Sukune (武内宿禰) ou Takeshiuchi no Sukune est un homme d'État japonais légendaire et un kami shinto.

## Biographie
Takenouchi no Sukune serait le fils de la princesse Kagehime et le petit-fils du prince impérial Hikofutódhimakoto no Mikoto. . Également descendant de l'empereur Kōgen, Takenouchi no Sukune sert cinq empereurs légendaires, Keikō, Seimu, Chūai, Ōjin et Nintoku mais est peut-être plus connu pour ses services comme Grand Ministre de la régente Jingū avec laquelle il aurait envahi la Corée. Tandis que Jingū est régente pour son fils, le futur empereur Ōjin, Takenouchi est accusé de trahison et subit « l'épreuve de l'eau bouillante » comme moyen de prouver son innocence.
En plus de ses services martiaux auprès de ces empereurs, il a aussi la réputation d'être un saniwa, (oracle).

## Postérité
Vingt-huit clans japonais seraient issus de Takenouchi no Sukune, dont les Takeuchi et les Soga. C'est une figure légendaire qui dit-on, boit tous les jours de l'eau d'un puits secret ce qui lui a permis de vivre jusqu'à l'âge de 280 ans. Il est en outre consacré comme kami au sanctuaire d'Ube, dans le district d'Iwami de la préfecture de Tottori et dans les sanctuaires Hachiman. Son portrait est apparu sur le yen et les poupées à son effigie sont des présents populaires pour la fête des enfants.
Takenouchi no Sukune est le grand-père de Takenouchi no Matori (竹内真鳥) aussi appelé Heguri no Matori auteur des manuscrits du Takenouchi monjo (竹内文書) qui dépeindrait l'ancien Japon avant l'époque du Kojiki et du Nihon Shoki. Les copies sont toujours conservées au sanctuaire Kōso Kōtai Jingū dans la préfecture d'Ibaraki.